# Filó el Pitagòric
Filó el Pitagòric (en llatí Philon, en grec antic Φίλων ὁ Πυθαγόρειος) fou un filòsof grec mencionat per Climent d'Alexandria i Hèrmies Sozomen, que segons antics autors podria ser el mateix personatge que Filó Jueu o potser Filó el Vell.
Fabricius també va compartir aquesta opinió, però després va veure que Sozomen designava amb aquest epítet a Filó Jueu.